# Vinzons
Vinzons est une municipalité de la province de Camarines Norte, aux Philippines.